# Eugeniodecus
Eugeniodécus — рід жуків родини Довгоносики (Curculionidae).

## Зовнішній вигляд
До цього роду відносяться дрібні жуки, довжина їхнього тіла становить 6.3-6.5 мм. Основні ознаки:
- головотрубка не звужена до вершини, коротше голови, округла, не облямована кілями, відокремлена від лоба поперечним вдавленням, з тонкою коротенькою борозенкою, яка доходить лише до місця прикріплення вусиків;
- очі ниркоподібної форми, загострені донизу;
- передньоспинка на ¼ ширша від своєї довжини, боки її звужені допереду, середина основи витягнута до щитка, із нерізкою «шийкою» біля переднього краю і пучком довгих волосків-війок під очима;
- надкрила майже вдвічі довші за свою загальну ширину, боки їх паралельні майже до самої вершини;
- кігтиковий членик лапки довший, ніж решта її члеників;
- тіло вкрите тонкими напівприлеглими волосками.

## Спосіб життя
Не вивчений. Єдиний відомий вид цього роду розвивається у галах на гілках кураю Salsola richteri (Moq.) Kar. ex Litv..

## Географічне поширення
Види цього роду знайдені лише в Туркменії та Монголії (див. нижче)

## Класифікація
Описано два види цього роду:
- Eugeniodecus pavlovskii L. Arnol'di, 1955 — Туркменістан, Монголія
- Eugeniodecus turkmenicus Ter-Minasian, 1977 — Туркменістан